# لفائف أنطوني

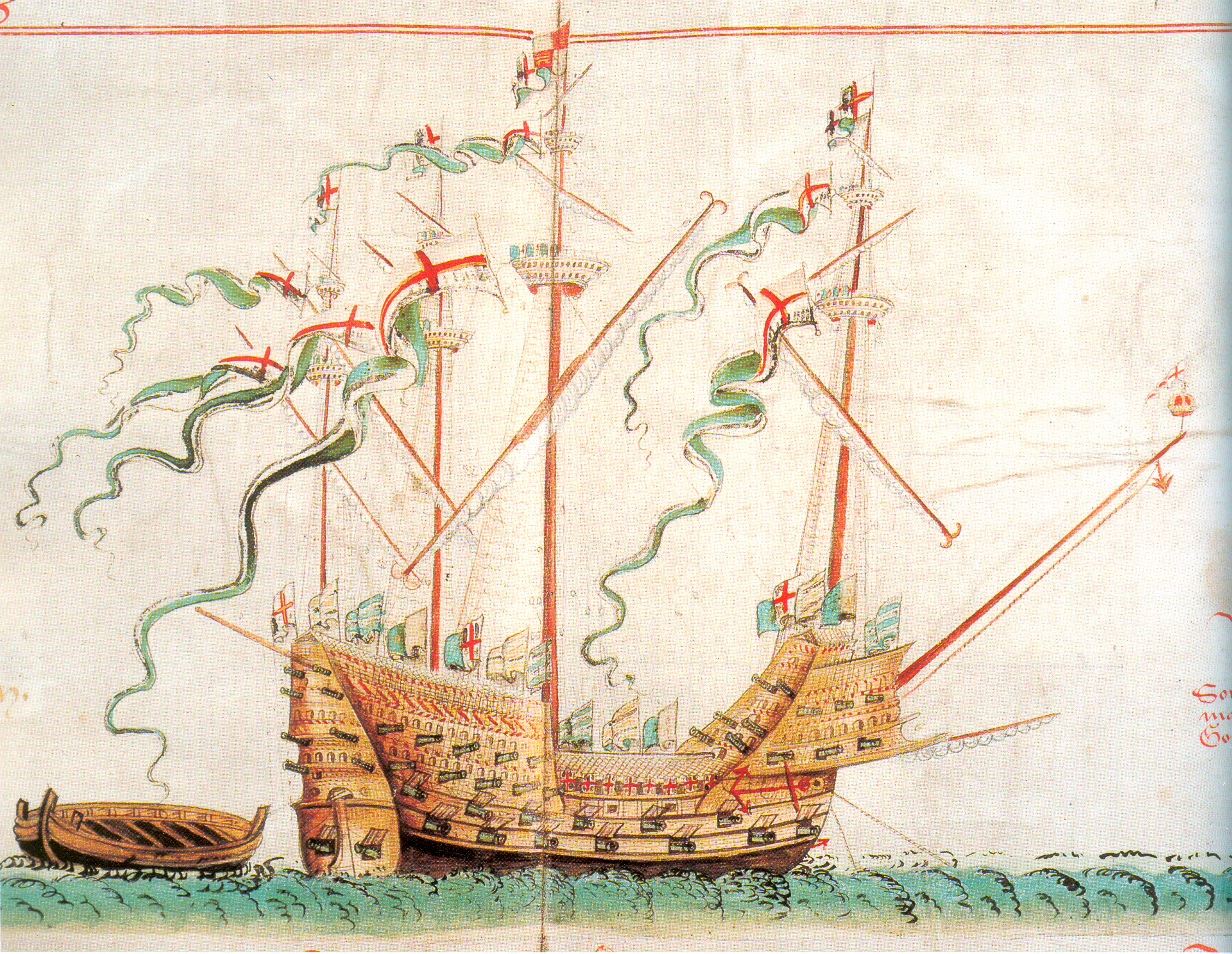
الرسم التوضيحي الأول للفافة الأولى من لفافات أنطوني، التي تصور السفينة هنري جريس ديو، أكبر سفينة في البحرية الإنجليزية في عهد الملك هنري الثامن.

لفائف أنطوني (بالإنجليزية: Anthony Roll)‏ هي سجل للسفن الإنجليزية في عهد أسرة تيودور في أربعينيات القرن السادس عشر؛ إذ سميت على اسم كاتبها أنطوني أنطوني (بالإنجليزية: Anthony Anthony)‏. كانت تتألف في الأصل من ثلاث لفائف من ورق الرق، تصور 58 سفينة بحرية إلى جانب معلومات عن أحجامها وطواقمها وتسليحها والمعدات الأساسية فيها. قُدمت اللفائف إلى الملك هنري الثامن في عام 1546 م، وحُفِظت في المكتبة الملكية. وفي عام 1680 م، أعطى الملك تشارلز الثاني اثنتين من اللفائف الثلاث لصموئيل بيبس، الذي رتبهما وجلدهما في كتاب واحد من مجلد واحد، والذي يوجد الآن في مكتبة بيبس في كلية المجدلية. بقيت اللفافة الثالثة في المجموعة الملكية حتى أعطاها الملك ويليام الرابع لابنته غير الشرعية ماري فوكس والتي باعتها للمتحف البريطاني في عام 1858 م؛ وهي مملوكة الآن من قبل المكتبة البريطانية.
لفائف أنطوني هي المصدر الوحيد المعروف تمامًا الذي يؤرخ لسفن البحرية الإنجليزية في عصر تيودور. وبكونه عمل لمسؤول حكومي ناجح في إنجلترا في القرن السادس عشر، فقد وُصِفَت القيمة الفنية للفائف أنطوني بأنها «رسومات بسيطة تتوافق مع فن الرسم» على الرغم من أن جوانبها الفنية تُظهر «فهمًا لائقًا لرسّام غير محترف للشكل واللون». وقد أثبتت قوائم الجرد المدرجة في نَصِّها أنها دقيقة للغاية، إلا أن معظم الرسوم التوضيحية للسفينة بدائية ومصنوعة وفقًا لنمطٍ واحد. وبالتالي، فقد ثبت أن مستوى تفاصيل تصميم السفينة والتسليح والمعدات فيها أنه تقريبيٌّ فقط. ومع ذلك، من خلال تصويرها للزخرفة الاحتفالية، قدمت الرسوم التوضيحية في اللفائف معلومات ثانوية ذات صلة لدراسة فترة تيودور في ما يتعلق بشعارات النبالة والأعلام وزخارف السفن. وتَرِد في لفائف أنطوني الصور المعاصرة الوحيدة المعروفة للسفن البارزة في عصر تيودور مثل هنري جريس ديو وماري روز. وبعدما غرقت ماري روز في عام 1545 م وأُنقِذ بدنها وانتُشلت بنجاح في عام 1982 م، قدمت المقارنة بين المعلومات الموجودة في اللفائف والأدلة المادية لماري روز رؤىً جديدةً في دراسة التاريخ البحري لتلك المدة.

## المؤلف والفنان
عُرِّف أنطوني أنطوني (بالإنجليزية: Anthony Anthony)‏ على أنه كاتب المعلومات والفنان الذي يقف وراء الرسوم التوضيحية التي في اللفائف من خلال توقيعه الشخصي، والذي قُورن بأحرف الأوتجراف الخاصة به في الأوراق الحكومية. كان والد أنطوني - وهو وليم أنطوني (بالإنجليزية: William Anthony)‏ (توفي عام 1535) - فليمنكيًا من ميديلبورخ في زيلند قد هاجر إلى إنجلترا في عام 1503. وكان وليم كذلك مزود الجعة الرئيس للجيش الإنجليزي، وتبعه أنطوني ابنُه على خطاه في ذلك. وقد بدأ أنطوني في عمليات تصدير الجعة حوالي عام 1530 وأصبح موردها للبحرية الإنجليزية كذلك. وفي عام 1533، عُيِّن أنطوني في برج لندن في مجلس الذخائر، وهو منصب احتفظ به اسميًا حتى وفاته. ارتقى إلى رتبة المشرف على مجلس الذخائر، وهي الهيئة الحكومية المسؤولة عن تزويد القوات المسلحة بالمدفعية، وهو المكان الذي جمع به لفائفه. في عام 1549 رُفِّع ليصبح مسّاح الذخائر في كل من برج كاليه بولوني سور مير وأماكن أخرى مدى الحياة. واصل عمله في إمداد القوات الإنجليزية بالأسلحة، وكان نشطًا في الشهر الأخير من حياته وهو يزوّد القوات المسلحة بالأسلحة في حملة ضد لو هافر.
في عام 1939 افترض المؤرخ الهولندي نيكولاس بيتس أن الفنان الفلمنكي ورسام الخرائط كورنيليس أنتونيز (1507-1553) من الممكن أن يكون شقيقًا لأنطوني. على الرغم من أن افتراض بيتس بالقرابة بين الشخصين كان تخمينياً وبدون أي دليلٍ مباشر، فقد اعتمده جيفري كالندر في مارينيرز ميرور في عام 1963 ونُقل عنه من قبل العديد من المؤلفين الآخرين. لم يُذكر في وصية وليام أنطوني أيُّ أبناءٍ أو إشارة لهم. كما يُعتقد بأنّ أنتونيز (بالإنجليزية: Anthonisz.) هو ابْنُ أنطونيس إجبرتسون، ابنةُ جيكوب كورنيليسون. وبحسب آن باين فإن وجود علاقة قرابةٍ لأنطوني بكورنيليس أنتونيز ليست مستحيلةً ولكن الأدلة التي تؤكد وجود صلةٍ بينهما قليلة.

## تاريخ المخطوطة

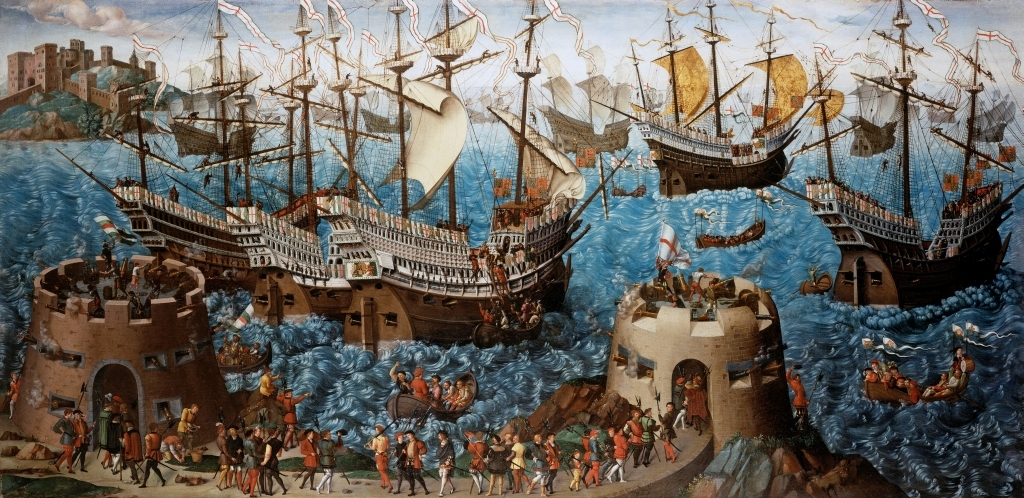
انطلاق هنري الثامن في دوفر، وهي لوحة معاصرة لزمن لفائف أنطوني، كان الهدف منها أن تكون بمثابة نموذج لسلطة تيودور الملكية والقوة العسكرية.

كان لـ «تصوير السفن» تاريخ طويل في الفن البحري من خلال الأختام التي تعود إلى القرون الوسطى والعملات المعدنية في النقوش المبكرة في القرن الخامس عشر، وكان المنظر الجانبي البسيط لسفينة قيد الإبحار، غالبًا مع عدم تصوير طاقم واضح للسفينة هي الطريقة الأكثر فعالية لتسجيل بناء السفن. تنتمي لفائف أنطوني إلى نوع من الأعمال الفنية التي تهدف إلى تقديم دور مزدوج للمُلْك والقيادة العسكرية. وبكونها تصويرات مفعمة بالحيوية والتصوير لقوة الملك العسكرية، فقد كان من الممكن استخدامها لإطراء الملك وفرض السلطة العسكرية على السفراء الأجانب. كانت الخرائط المعاصرة، أو «اللوحات»، مزينة بشكل نمطي بصور مفصلة للسفن والمسطحات المائية. كانت مثل هذه الخرائط شائعة في ذلك الوقت، وقد زُيِّنت من قِبل الفنانين؛ إذ كانت بسيطة جدًا وسهلة. توسعت البحرية خلال عهد هنري الثامن، وكان معروفًا عنه اهتمامه بالسفن الحربية، ويمكن ملاحظة ذلك من خلال اللوحة الملحمية «هبوط هنري الثامن في دوفر» التي صورت، إن لم تكن بشكل غير واقعي، ملكًا يبلغ من العمر 29 عامًا يذهب في سُفنه لاجتماع القمة مع فرانسيس الأول ملك فرنسا في ميدان قماشة الذهب في عام 1520 م. وقد اقتُرح أن هذه اللوحة، التي يرجع تاريخها إلى عام 1545 م تقريبًا، قد تكون مصدرًا محتملاً لإلهام أنطوني في لفائفه.
لفائف أنطوني هي عبارةُ عن ثلاث لفائفٍ تصور الأعمال البحرية والحملات في ذلك العصر، ويتطابق تصميم السفن في عدد من اللوحات المعاصرة لتلك الحملات، بشكل وثيق مع تلك التفاصيل الموجودة في اللفائف؛ وتلك اللوحات هي طريق آن من كليفز من البلدان المنخفضة إلى إنجلترا (1539 م)، وهجوم فرنسي على حصن ساحلي (التاريخ غير معروف) وغارة فرنسية على برايتون (يوليو 1545 م) والتي تُعد الأكثر مطابقة. لا يُعرف بالضبط متى بدأ العمل على اللفائف أو متى كان الانتهاء منها. من المؤكد أنها قُدِّمت إلى الملك في العام الذي تم فيه تأريخها؛ أي في 1546 م. إن تضمين ماري روز التي غرقت في معركة سولنت في 19 يوليو 1545 م لا تعني أن العمل على اللفائف بدأت بالضرورة قبل هذا التاريخ، حيث كان لا يزال يُعتقد أنه من الممكن انتشال السفينة حتى نهايات عام 1549 م. الجالياسات والسفن آنتيلوب وهارت وبول وتايجر وكلها مقدمة في اللفافة الثانية، كان لا يزال العمل على بناؤها جارٍ في جميع الأنحاء في مارس 1546 م، ولم تكن السفينة هارت قد دخلت البحر حتى أكتوبر تلك السنة. في الوقت نفسه لم يتم تضمين القادس بلانشارد التي استُولي عليها من الفرنسيين في 18 مايو 1546 م.

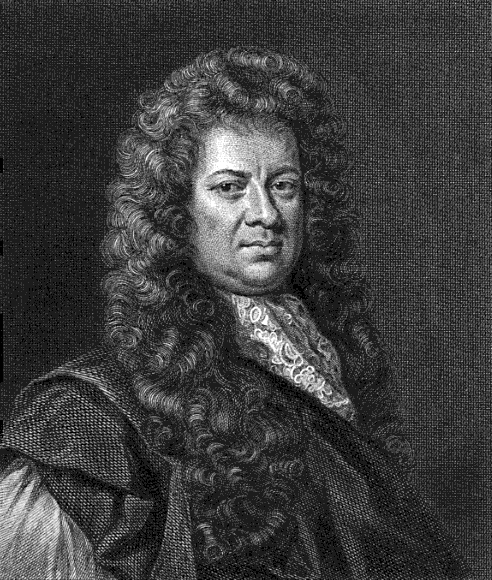
صموئيل بيبس في عام 1689 م. صاحب اثنتين من اللفائف، حيث جمعهما في مجلد واحد.

بعد تقديم اللفائف للملك حُفظت في المجموعات الملكية. وفي عام 1680 م، أعطى تشارلز الثاني اثنين من اللفائف إلى صموئيل بيبس، المسؤول البحري وجامع الكتب. لم يكشف بيبس عن تفاصيل إعطاء اللفافتين له، لكن يُعتقد أن الهدية جاءت من اجتماع مع الملك تشارلز حيث قام بيبس بتدوين رواية الملك عن هروبه من معركة وورسيستر (1651 م). كانت الخطة أن يقوم بيبس بتعديل ونشر القصة الشهيرة بالفعل، لكنه لم يفعل ذلك أبدًا. من المعروف أيضًا أن بيبس كان يخطط لكتابة تاريخ البحرية وأنه كان يجمع مواداً لهذه المهمة، لكن هذا المشروع أيضًا لم ينته أبدًا. من المحتمل أن يكون الملك تشارلز كان على دراية بخطط بيبس فقدم له اثنان من اللفائف هدايا أو دفعةً لبيبس لنشر رواية الملك عن معركة وورسيستر. لم يكن بالإمكان تحديد موقع المجموعة الثانية في ذلك الوقت، ولم تُكتشف حتى عام 1690 م من قبلهنري ثين، أمين المكتبة الملكية من 1677 - 89 م والصديق الحميم لبيبيس. رتّب لين لبيبيس لعمل نسخ من بعض الرسوم التوضيحية، ولكن بحلول عام 1690 م كان تشارلز قد مات وجيمس الثاني كان في منفاه. استقال بيبس من منصبه وزيرًا لقوات البحرية في العام نفسه ورفض الاعتراف بعهد ويليام الثالث وماري الثانية، مما يعني أن الاستحواذ على اللفافة المتبقية من اللفائف الثلاث كان غير ممكن. بناءً على ذلك، يُفترض أنه أنشأ مخطوطة من اللفافتين الأولى والثالثة بعد وقت قصير من ذلك الوقت. بعد وفاة بيبس في عام 1703 م، انتقلت مكتبته إلى ابن أخيه جون جاكسون. بعد وفاة جاكسون في عام 1724 م، نُقلت المكتبة، بما فيها المخطوطة، إلى كلية بيبس القديمة في كلية المجدلية حيث هي هناك حتى يومنا هذا. 
في الثمانينيات من القرن التاسع عشر، افتُرض أن اللفافة الثانية قد فقدت، لكنها كانت لم تزل باقية بالفعل في ملكية العائلة المالكة؛ حيث أعطاها وليام الرابع لابنته غير الشرعية الليدي ماري فوكس في وقت ما من أوائل القرن التاسع عشر. وفي عام 1824 م، تزوج فيتز كلارنس من تشارلز روبرت فوكس، وهو جنرال، ومن عام 1832-1835 م كان ضابط مسح للذخائر، وهو المنصب ذاته الذي كان فيه أنطوني قبل ثلاثة قرون. كانت ماري فوكس دودة كتب وقد أشار المؤرخ تشارلز نايتون إلى أنه يعرف قيمة اللفافة، لكن موقعها ظل غير معروف للعلماء. في عام 1857 م، ظهر فريدريك مادن أمين المخطوطات في المتحف البريطاني، الذي رأى اللفافة وعلم أن ماري فوكس ترغب في بيعها. بعد المفاوضات، تم بيعها بمبلغ 15 جنيهًا إسترلينيًا للمتحف البريطاني، وأُعطيت الرقم إضافة MS 22047. احتفظ باللفافة في شكلها الأصيل وخُزنت في مجموعة مخطوطات المكتبة البريطانية في سان بانكراس منذ عام 1999 م. استخدمت لفائف أنطوني بشكل متكرر بكونها مصدراً أساسياً لتواريخ البحرية الإنجليزية في القرن السادس عشر، لكن لم يُجمع النص الكامل وجميع الرسوم التوضيحية للفائف في مجلد واحد حتى عام 2000 م.

## الوصف

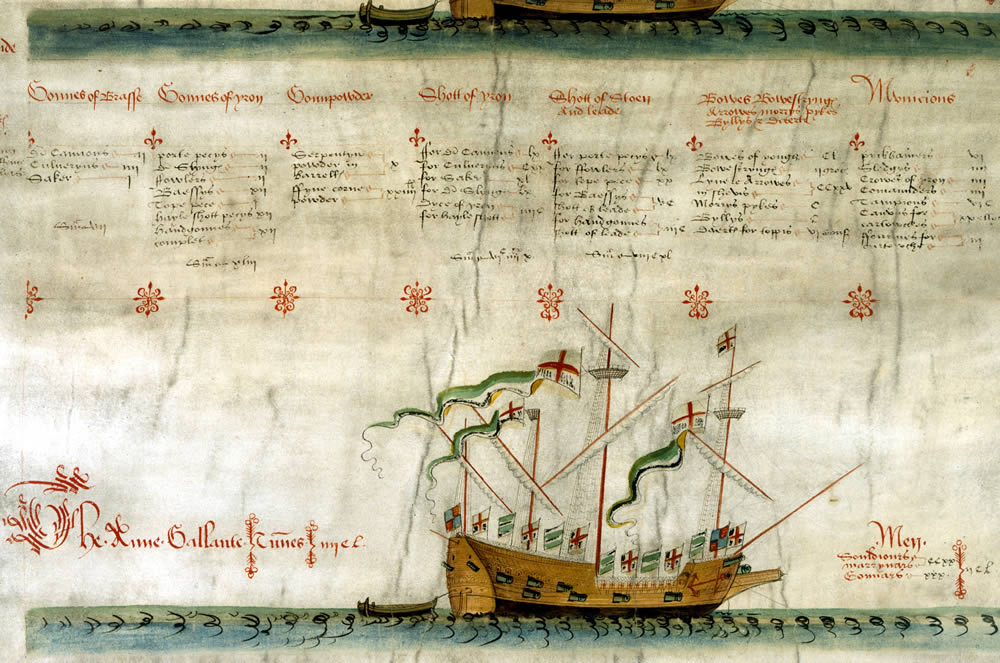
عرض للفافة الثانية من لفائف أنطوني، والتي توضح النمط المستخدم في اللفائف؛ حيث تُعرض المعلومات الخاصة بكل سفينة في أعمدة أسفل الرسم التوضيحي مباشرةً، هنا مع النص الخاص بجراند مسترس (التي تُعرض جزئيًا فقط فوق النص) بالإضافة إلى عرض كامل للتوضيح الخاص بالرسومات الخاصة بالسفينة آن جالنت.

كانت لفائف أنطوني في الأصل مجموعة من ثلاث لفائف منفصلة من ورق الرق وهي اليوم محفوظة في شكل مجلد مرتبط يحتوي على اللفافتين الأولى والثالثة بينما اللفافة الثانية محفوظة في شكلها الأصيل. كانت اللفائف الثلاثة الأصلية مكونة من إجمالي 17 غشاءٍ فردي أُلصق على الجزء الخلفي من 17 غشاءٍ آخر. كانت الأغشية عرضها 27 1⁄2 بوصة (70 سـم) وارتفاعها 37 3⁄4 بوصة (96 سـم). بعد أخذه اللفافتين الأولى والثالثة، قام بيبس بتقطيعهما وربطهها وتجليدهها في مجلد واحد مكونًا منهما كتابًا، يُعرف الآن باسم بيبس 2991. أدى تحول اللفافتين لكتاب إلى إنشاء بنية أفقية للصفحات، مما حدا ببيبس أن ينسخ بعض الزخارف التي قطعت بسبب صناعة المجلد يدويًا. أدرج بيبس أيضًا ملخصات بين اللفافتين وجدول تلخيص لم يكن أنطوني قد أنشأها، ولكن رُبطت إنشاءات بيبس باللفائف. لقد أضرت هذه المعاملة للوثيقة الأصلية ببعض الرسوم التوضيحية وأصبحت مهملة اليوم. كانت الرسوم التوضيحية الثلاثة الأولى لهنري غريس ديو وماري روز وبيتر بوميجرانيت كبيرة جدًا بحيث لا يمكن احتواؤها على صفحة واحدة وبالتالي حُوِّلت إلى صفحتين تُكمل إحداهما الأخرى. أدى الانحناء الناتج أسفل مركز الرسوم التوضيحية إلى فقد ملحوظ لبعض التفاصيل. على الرغم من ذلك، لا توجد خطط لمحاولة إعادة إنشاء الهيكل الأصلي للفافتين الأولى والثالثة. اللفافة الثانية، المكتبة البريطانية إضافة MS 22047، لا تزال على حالتها الأصلية باستثناء موافقة خطية من ماري فوكس لبيعها من عام 1857 م وبعض الأضرار الناجمة عن وضع المواد الكيميائية لتوضيح الكتابة الباهتة.
تضم اللفائف الثلاث معلومات تخص 58 سفينة مقسمة إلى فئات تستند إلى الحجم والبناء تقريبًا. فقد قُدمت كل سفينة إلى جانب اسمها ووزنها وحجم فريقها، وبكلمات أنطوني «العتاد والمدفعية والذخائر والتجهيزات من أجل الحرب». تسرد اللفافة الأولى مواصفات سفن القرقور وصنوبري واحد (قارب لتأمين الاتصال بين الشاطئ وسفينة)، وبدءًا بأكبر سفينة هنري جريس ديو. تدرج اللفافة الثانية الجالياسات، وهي مزيج من السفن التي تعمل بقوة التجذيف والأشرعة وقادس واحد. أخيرًا، خُصصت اللفافة الثالثة للصنوبريات كاملة التجهيز و«زوارق البَرج المجَذَّفة»، وكلاهما إصداران مصغران من الجالياسات.

## التحليل الفني

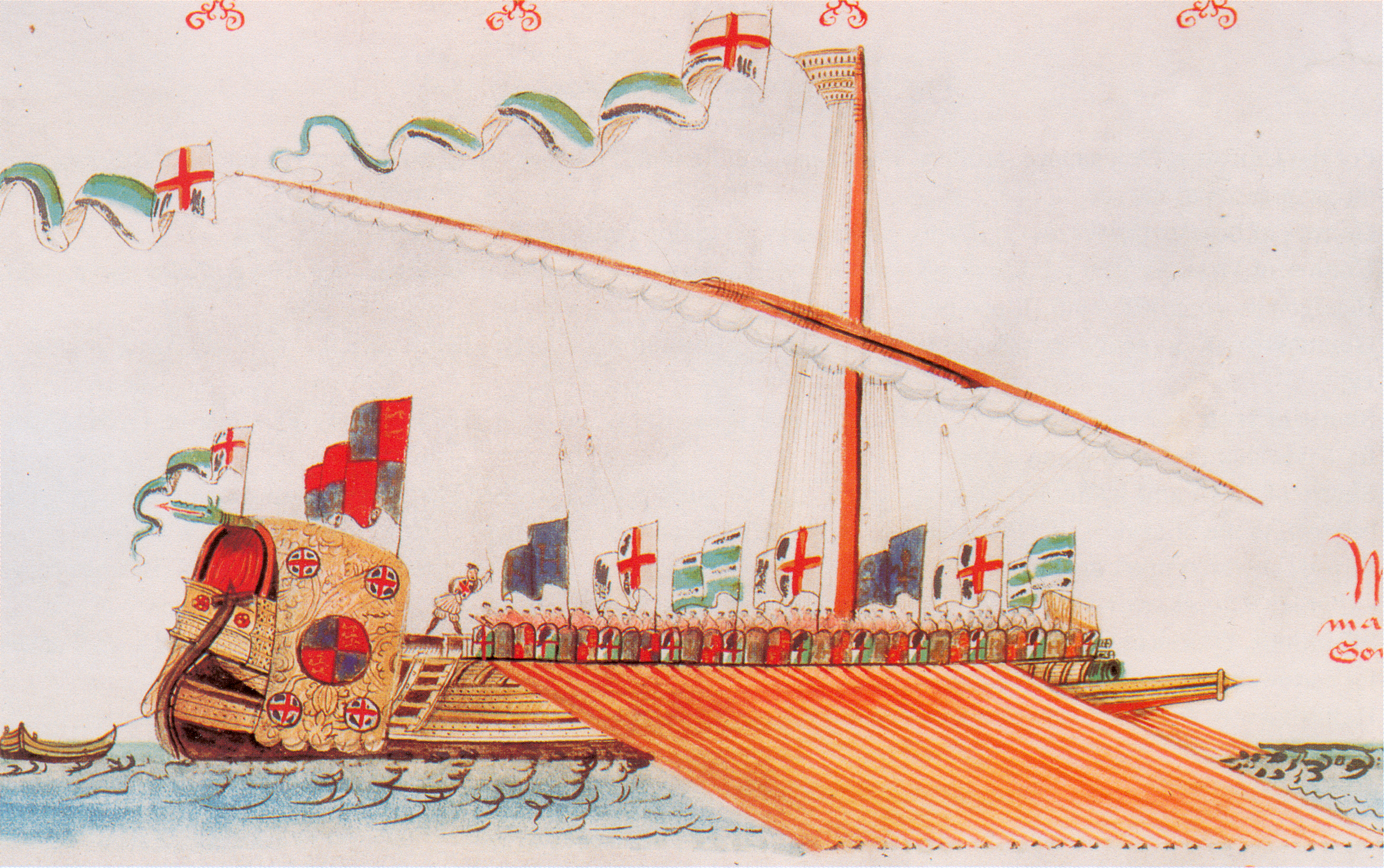
القادس سابتل، نوع من القوادس نشط في البحر الأبيض المتوسط. القوادس شكلت محور اللفائف الثلاث مجتمعة والتوضيحات التي تُعرض بأعلى مستوى من الجودة الفنية.

أنطوني لم يكن فنانًا محترفًا ومدربًا. توصف الرسوم التوضيحية بأنها ملفتة للنظر وجريئة في التنفيذ، لكن الدلائل على أن تلك الأعمال قد وصلت حدَّ الروعة قليلة. رُسمت السفن في معظمها وفقًا لمعايير قياسية، مع تكرار واضح حتى في الصور الأكثر تفصيلًا. يعكس أسلوب أنطوني بحسب باحثين مثل آن باين سذاجةً ونمطيةً من حيث الشكل واللون؛ مما يجعلها متوافقة مع قدرات مسؤولٍ حكومي هاوٍ للرسم.
كانت جميع اللفائف متساوية الطول تقريبًا، حوالي 15 قدم (4.6 م)، وعلى الأرجح فلقد قُدمت جنبًا إلى جنب لتعرض على طاولة أو أن تكون معلقةً على الحائط. تقع النقطة المحورية للتركيب كله في اللفافة الثانية في وسطها، حيث وُضعت اللوحة المنفذة بشكل جيد للغاية للسفينة القادس سابتل. إن الغرض من هذه السفينة هو أن تكون الرسم التوضيحي الرئيس وهذا يتضح من وجود القارب الصنوبري ذو التجهيز الكامل ماري جيمس في اللفافة الأولى، والتي كانت مخصصة للسفن المبحرة. يبدو أن تلك السفن وُضعت في البداية في بداية المجموعة الثالثة، بين الصنوبريات وسفن البَرج المجذفة، لكنه نُقل لتحقيق المزيد من الأطوال المتساوية. في سعيه للوصول إلى صورة أمير النهضة، يُعرف هنري بأنه كان مولعًا بشكل خاص بالقوادس وهو ما كان معروفًا لأنطوني. 

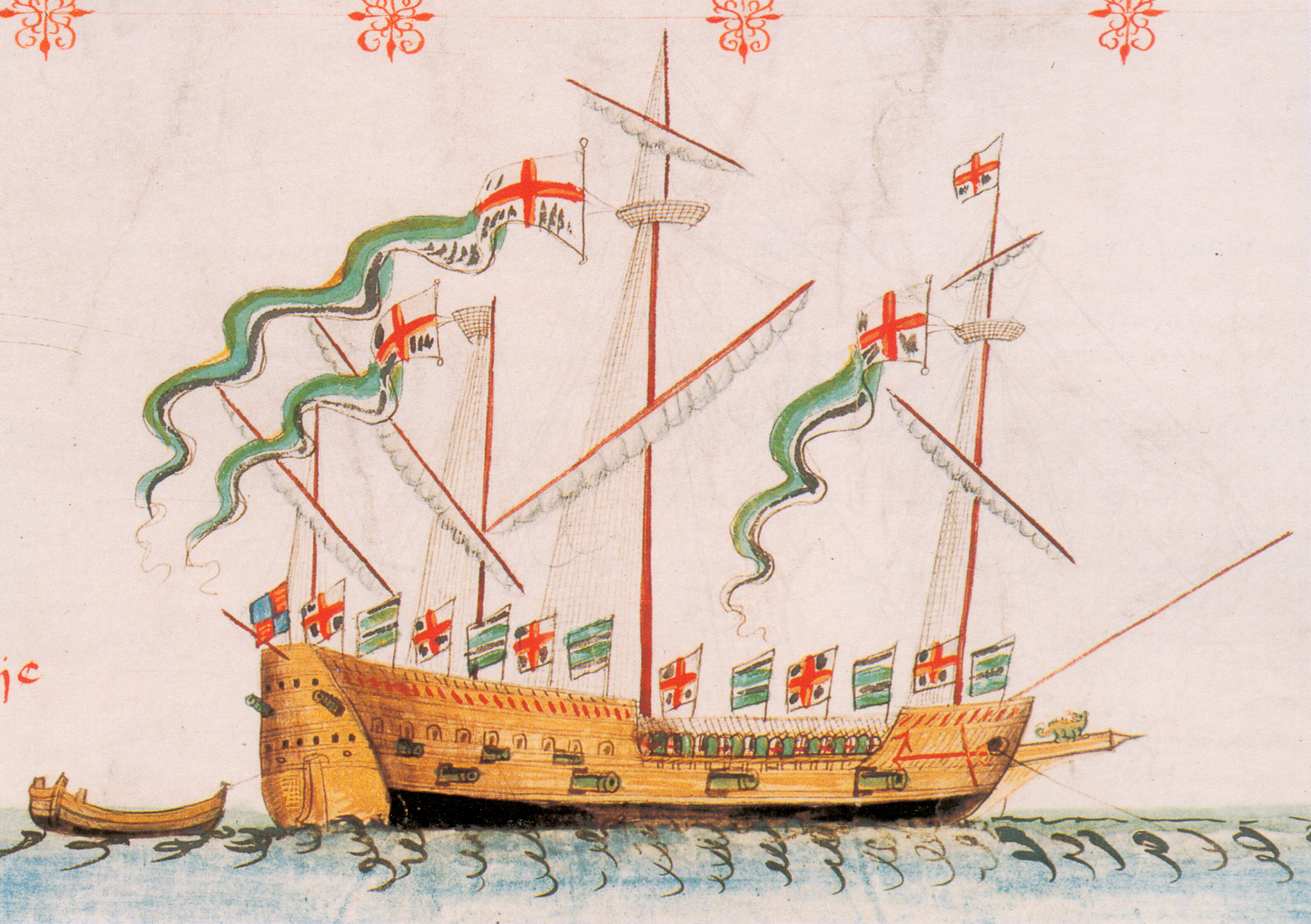
السالامندر، جالياس استُولي عليها من الاسكتلنديين وواحدة من ثلاث سفن فقط مجسدة في لفائف أنطوني لها تمثالٌ حيزومي.

رُسمت الحروف وخطوط الإطار والزخارف باللونين الأحمر أو الأسود باستثناء السفن الثلاث الأولى في اللفافة الأولى والتي تتميز أيضًا باللون الذهبي. رُسِمَت معظم الرسوم التوضيحية أولاً بمخططات سفلية ثم لُوِّنَت من الأعلى. أضلاع السفينة كانت باللون البني الفاتح المظلل في القوس والكَوثل (مؤخر السفينة) لتحقيق العمق، وسُلِّط الضوء على الزخارف والمراسي بواسطة اللون الأحمر، ويستخدم الأخضر للمدافع. رُسمت الحدود الخارجية للوحات باللون الأسود والبحر في ظلال تختلف من «الأخضر الداكن» إلى لونٍ «أزرقٍ أكثر غنًى».
أنجز أنطوني أول لفافتين على نفس القدر من التفصيل، في حين نُفِّذت أنواع أخرى مثل قوارب البَرج المجذفة (خصوصا القوادس الصغيرة) على عجل. السفينتان الأوليتان من اللفافة الأولى، هنري جريس ديو وماري روز، لديهما آثار لنمط شبكي، مما يشير إلى أنهما قد نُقِلتا من رسمٍ مختلف بينما رُسم الباقي بخط اليد. بشكل عام، تتبع السفن صيغةً تعتمد على نوع السفينة. الاستثناءات هي المنصات الربعية في بعض الجالياسات والتماثيل الحيزومية في السفن ماري روز والسلمندر ويونيكورن، والسفينتان الأخيرتان استُولي عليهما من الاسكتلنديين في 1544 م. والاستثناء البارز هو القادس سابتل وقد وضع في وسط اللفافة الثانية؛ مع أنه أكثر اتساقًا من حيث النوع مع قوادس البحر الأبيض المتوسط مقارنةً بالجالياسات الصغيرة وقوارب البَرج المُجذفة، وهو يتميز بقدر كبير من التفاصيل غير موجود في السفن الأخرى. وهذه هي السفينة الوحيدة ذات الفريق المرئي؛ حيث ظهروا على شكل مجذفين خلف بافيات لحماية أنفسهم من سهام العدو وبينهم أحد المشرفين مرتديا «قلنسوة تيودور وسِترةً وسروالًا ركبيًّا فضفاضًا» وهو مُمسِكٌ بعصًا أو هِراوة، في وقت تجذيف السفينة.

## مصدر تاريخي
بكونها سجل تاريخي، تعد لفائف أنطوني فريدة من نواحٍ كثيرة؛ إنها القوائم الوحيدة الموضِّحة تمامًا للقوات البحرية الملكية في عهد أسرة تيودور، على الرغم من أن الرسومات لا ينبغي أن يُنظر إليها على أنها صورٌ دقيقةٌ مأخوذةٌ من واقع الحياة. على سبيل المثال، قوائم المدافع للسفن الفردية، والتي تُعد سجلاً دقيقًا أُنتجت على يدِ مسؤولٍ حكوميٍّ رفيع المستوى، هي الوحيدة المطابقة فقط للرسوم. كما أن حبال أشرعة السفينة وصواريها هي فقط الأشياء التي تقترب من الدقة، والتي وصفتها مارغريت رول، رئيسة المشروع الأثري للكشف عن آثار ماري روز، بأنها «تجمع مشوِّش من حبال الصواري ومواطئ الأقدام في سلالم الحبال البحرية والشدادات». توجد العديد من التفاصيل، لكن بعضها مفقود، مثل الحلقات المتسلسلة (المنصات الأفقية الممتدة من الجوانب) التي أُرفقت حبال الصواري بها (الحبال المتوازية التي تُثبت الصواري) لإبقائها بعيدة عن الهيكل.

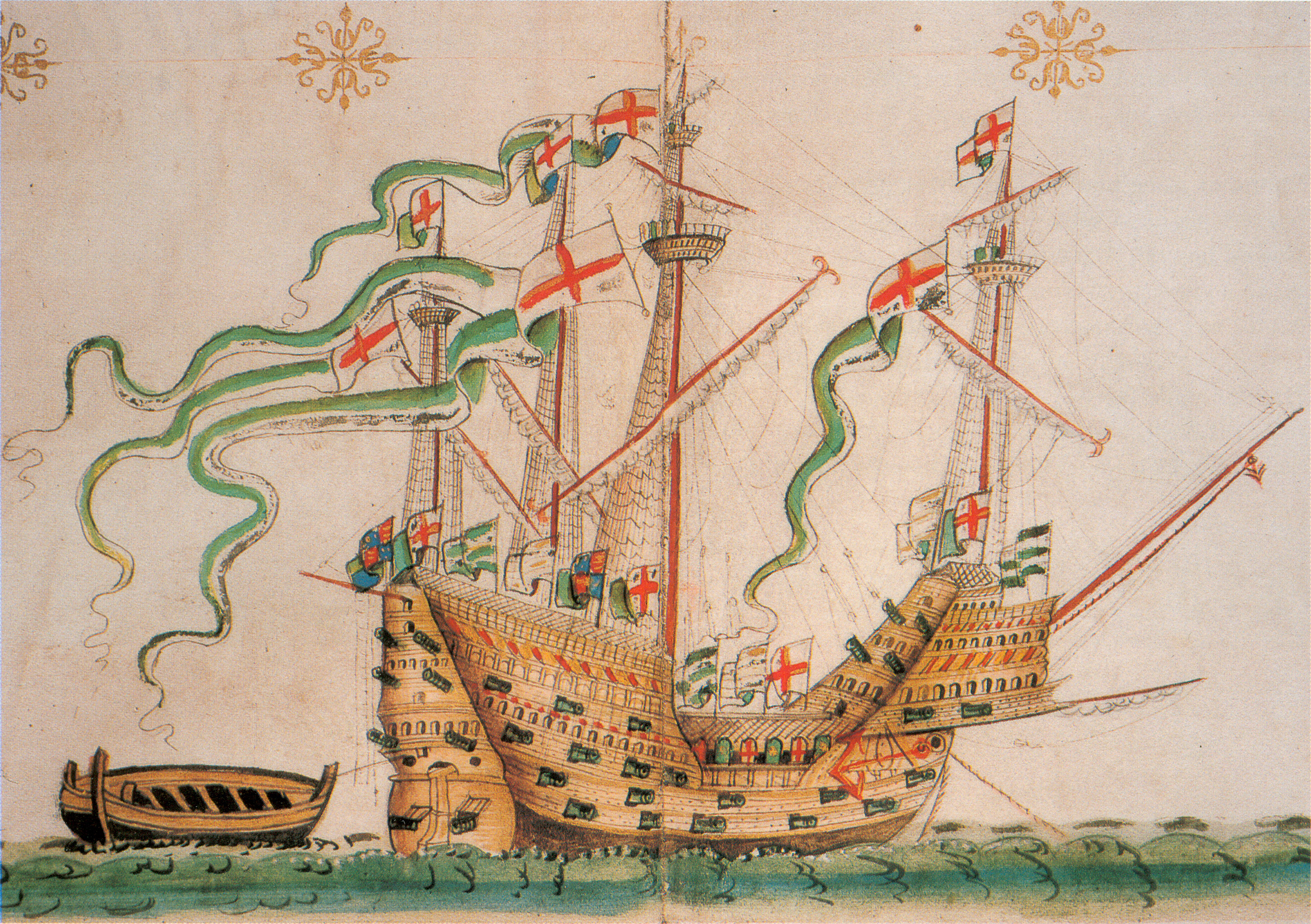
سفينة "بيتر برومينجريت" الشقيقة للسفينة "ماري روز"

### مقارنات معماري روز

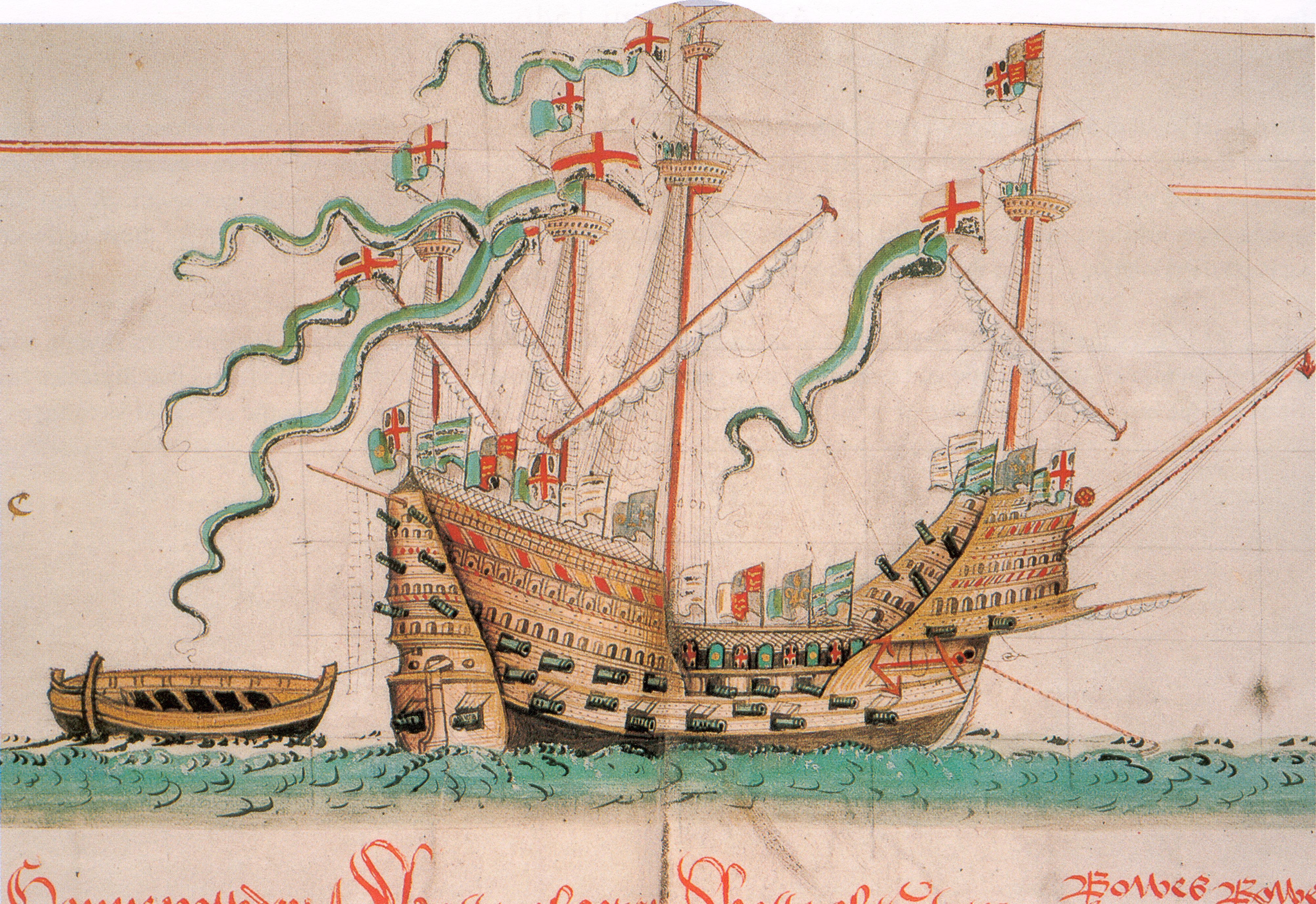
صورة السفينة ماري روز، والتي قورنت بالحُطام المنتشل للسفينة الحقيقة لتحديد الدقة التاريخية لرسومات أنطوني

وفرت المقارنات مع الاكتشافات التي عُثر عليها من بقايا حطام السفينة ماري روز نفسها فرصة لمقارنة دقة السجلات المقدمة في اللفائف. قدمت صورة السفينة أدلة حول السمات الهيكلية الأساسية، مثل عدد الصواري والأشرعة. فعند مقارنة السجلات بالسفينة الحقيقة من عام 1514 م فإن هناك تطابق وثيق بينهما، مما يثبت دقة التوضيح إلى حد كبير. دراسة التفاصيل في بناء السفينة تكشف أن أنطوني أعطى لنفسه رخصة فنية في التعديل على الأشكال في رسمه. التسلح في السفينة المرسومة يبدو مبالغاً فيه بوضوح. حيث تظهر مدافع المطاردة الثقيلة في مؤخرة السفينة (المدفع الموضوع في المؤخرة الموجهة للخلف) والمثبتة عبر منافذ المدفعية في السطح الأسفل للسفينة، قرب خط الماء تقريبًا، غير ملائمة أو ممكنة بسبب الافتقار لسطح سفلي للسفينة والزاوية الحادة المائلة للانزلاق في هذه المنطقة من السفينة. عدد منافذ الأسلحة في جانب السفينة غير دقيق لأنه يشير إلى صفين متدرجين من تسعة منافذ في حين أن الجانب العروف للسفينة ماري روز لديه صف واحد فقط من المنافذ على السطح الرئيس ومن سبعة منافذ. كانت دقة السطح العلوي أكثر صعوبة للتأكد منها؛ ذلك أنه ليس هناك بقايا منها؛ لذا فقد كان هُناك عدة تفسيرات لما كان عليه شكل ذلك السطح.
لقد مُيِّزت المدافع الموجودة في الجزء الخلفي من مقدم السفينة بتفسيرات بشأن وجودها، وإحدى النظريات هي أنها ضُمِّنت للتعويض عن الأسلحة التي وُضعت في مؤخرة السفينة، والموجهه للأمام، والتي كان من الممكن أن تكون غير واضحة بسبب الزاوية التي رُسِمَت منها السفينة.  تتطابق القائمة التي تَضم الذخيرة والأسلحة النارية الصغيرة والأقواس الطويلة والسهام والمقذوفات والمنقاريات مع الاكتشافات الأثرية. وبكون اللفائف كانت المصدر الأقرب لوقت غرق السفينة ماري روز، فقد كانت ذات أهمية مركزية للمشروع الأثري، وخاصة في تقدير حجم الفريق العامل على السفينة.

### الأعلام والزخرفة

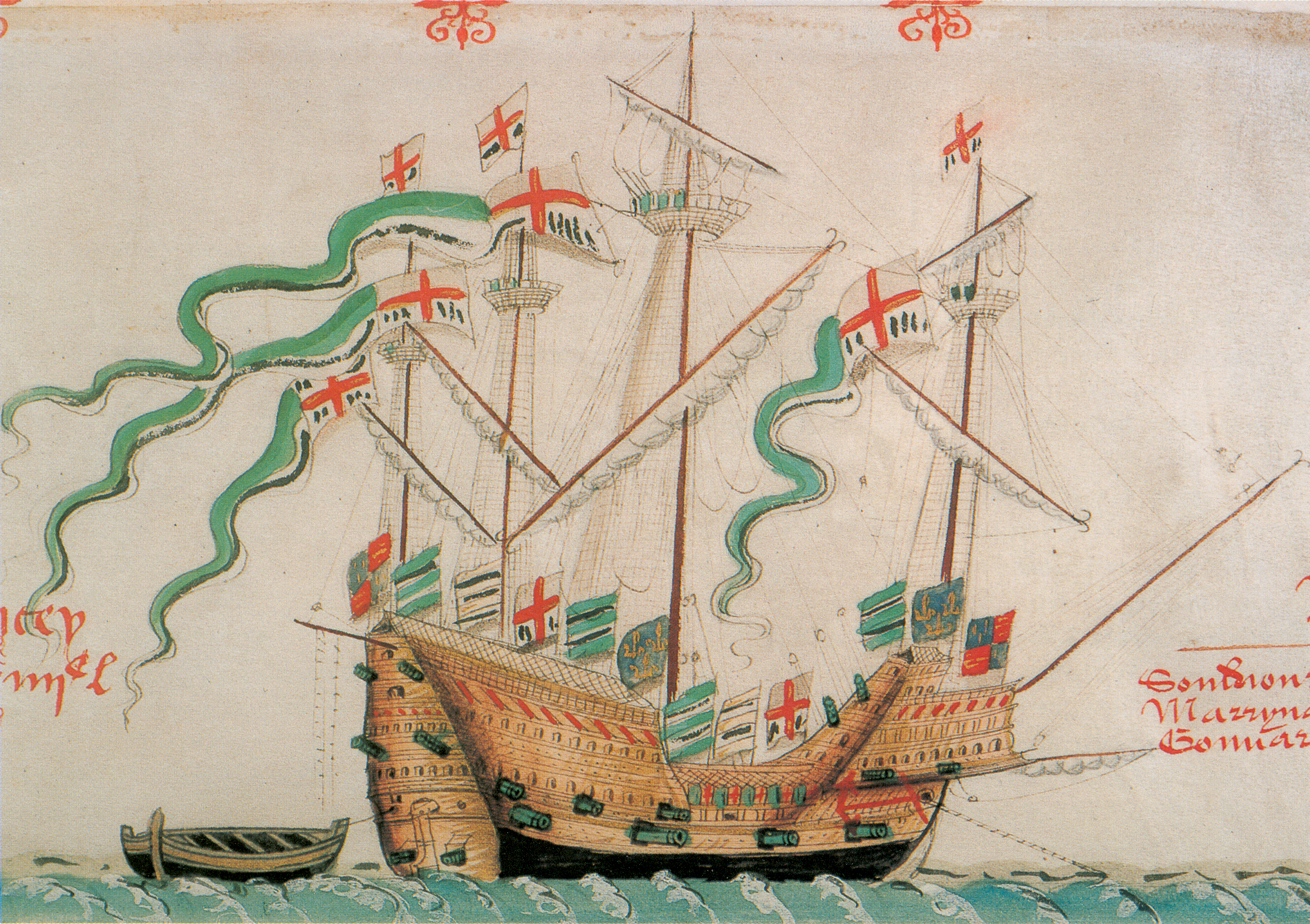
القرقور بانسي وتظهر عليه مجموعة من الأعلام المختلفة.

تقدم لفائف أنطوني معلومات مفصلة عن الأعلام المستخدمة على متن السفن في عصر تيودور. ووفقًا لعالم الرايات تيموثي ويلسون، فإن الأعلام المصورة التي ترفرف على السفن «هي المصدر الأكثر تفصيلًا لدينا عن الأعلام التي رُفعت على متن سفن الملك هنري الثامن، حيث كانت أكثر ثراءً في التفاصيل البصرية من جميع المصادر الأخرى مجتمعة». بين الأعلام الأكثر إثارة للدهشة في الرسوم التوضيحية، اللافتات الاحتفالية المطوّلة، والتي تظهر وهي تطير من جميع السفن بأعداد مختلفة. هذه تتميز بصليب القديس جرجس ذو اللون الأحمر على أرضية بيضاء على الرافعة وقرب سارية العلم، وذيل طويل للغاية مخطط باللون الأخضر والأبيض. تتميز جميعها بالطلاء الذهبي على اللون الأحمر والأخضر والطلاء الفضي (المؤكسد الآن إلى الأسود) على الأبيض. استُخدم هذا الأسلوب الفني إما لمحاكاة رفرفة الأعلام أو لعرض الخيط المعدني والطلاء الذي كان يستخدم في بعض الأحيان لتزيينها.
على طول الحواجز الحديدية في جميع السفن، وأبرزها على سفن القرقور الكبيرة وسفينة القادس سابتل تظهر صفوف من اللافتات التي تظهر مختلف التصاميم والشعارات، بما في ذلك الشعار الإنجليزي الملكي، إضافة إلى واحدة أو ثلاثة من شعار زهرة الزنبق الفرنسي، كما كانت صلبان القديس جرجس وحرفي هنري الثامن ("HR") باللون الذهبي على لون أزرق، ما يبدو أنه وردة تيودور، والأخضر والأبيض الخاص بأسرة تيودور. تُعد صور الأعلام واللافتات على السفن بالمعنى الشائع والعسكري دقيقة تقريبًا ولكنها غير متسقة تمامًا. يتضح وجود نوع من النظام الموجه بين المراكب المختلفة في كيفية عرض الأعلام على الصواري، لكن يبدو أنها لم تُنقل بشكل منهجي. وُصِفت بعض التصميمات المشهورة بأنها «غير مرجحة» من قبل أحد مبتكري الشعارات في القرن العشرين وهو السير جورج بيلو، لكن ويلسون عدّها على الأقل «معقولة».

## روابط خارجية
- مقالة عن الأعلام في اللفائف
- لفائف أنطوني في المكتبة البريطانية